# Rhyncomya pruinosa
Rhyncomya pruinosa är en tvåvingeart som beskrevs av Villeneuve 1922. Rhyncomya pruinosa ingår i släktet Rhyncomya och familjen Rhiniidae. Inga underarter finns listade i Catalogue of Life.